# Formica vagans
Formica vagans är en myrart som beskrevs av Fabricius 1793. Formica vagans ingår i släktet Formica och familjen myror. Inga underarter finns listade i Catalogue of Life.